# Петров, Сергей Иванович
Сергей Иванович Петров (12 октября 1910 — 3 января 1965) — советский хозяйственный, государственный и политический деятель, член-корреспондент Академии строительства и архитектуры СССР (1957).

## Биография
Родился 12(25).10.1910 в деревне Костюково Юхновского уезда Смоленской губернии (ныне — Калужская область). Член ВКП(б).
С 1926 года — землекоп на строительстве водопровода в Москве. Окончил рабфак при нефтяном институте им. И. М. Губкина и МИСИ (1936).
С 1936 года — на хозяйственной работе: инженер Главгидростроя НКВД СССР, на руководящих инженерных должностях в тресте «Тагилстрой» (Свердловская область) (1941—1951), главный инженер (1951—1952), управляющий трестом «Челябметаллургстрой» (1952—1959), заместитель председателя Челябинского совнархоза, начальник главка «Южуралстрой» (1959—1963), начальник «Главюжуралстроя» (1963—1965).
Избирался депутатом Верховного Совета РСФСР 6-го созыва. Делегат XX съезда КПСС.
Сочинения:
- Индустриализация промышленного строительства, осуществляемого трестом «Челябметаллургстрой». М., 1959.

Скоропостижно умер 3 января 1965 года в Челябинске.
Награждён орденами Ленина, «Знак Почёта» и медалями.